# Trond H. Diseth
Trond Haaken Diseth (nascido em 5 de julho de 1957) é um psiquiatra infantil norueguês. Ele é professor de psiquiatria infantil e adolescente na Universidade de Oslo e consultor-chefe da clínica infantil do Hospital Universitário de Oslo, Rikshospitalet. Ele é especialista em funções comportamentais e cerebrais. 
Ele se formou com o cand.med. formado na Universidade de Oslo em 1984, recebeu o dr.med. (D.Sc.) da mesma universidade em 1997 e é especialista em psiquiatria infantil e adolescente. Ele foi apontado como consultor sênior do Hospital Estadual de Psiquiatria Infantil e Adolescente em 1991 e ingressou na Rikshospitalet como consultor sênior em psiquiatria infantil e adolescente em 1997. Ele é consultor-chefe (chefe de departamento) da Rikshospitalet desde 2004 e tornou-se professor titular de psiquiatria de crianças e adolescentes na Universidade de Oslo em 2005.
 

Trond H. Diseth foi entrevistado no documentário de televisão Hjernevask em 2010.